# Pourquoi as-tu laissé le cheval à sa solitude ?
Pourquoi as-tu laissé le cheval à sa solitude ?  (لماذا تركت الحصان واحدا , Limâdhâ tarakta al-hisân wahîdan) est un recueil de poèmes de Mahmoud Darwich publié en traduction française en 1996.